# Stanislav Tarasenko
Pour les articles homonymes, voir Tarassenko.
Stanislav Tarasenko - transcription française Stanislav Tarassenko -(né le 27 juillet 1966 à Rostov-sur-le-Don) est un athlète russe spécialiste du saut en longueur.
Vainqueur des Championnats de Russie à trois reprises (de 1991 à 1993), il remporte la médaille d'argent des Championnats du monde 1993 de Stuttgart grâce à un bond à 8,16 m, se classant derrière l'Américain Mike Powell. Ses meilleures performances sont de 8,43 m en salle (1994) et de 8,32 m en extérieur (1995).

## Palmarès
| Année | Compétition                    | Lieu      | Résultat | Notes  |
| ----- | ------------------------------ | --------- | -------- | ------ |
| 1993  | Championnats du monde          | Stuttgart | 2e       | 8,16 m |
| 1994  | Championnats d'Europe en salle | Helsinki  | 5e       | 8,02 m |
| 1994  | Championnats d'Europe          | Helsinki  | 6e       | 7,93 m |